# パピルス学
パピルス学（Papyrology）は、写本としてパピルスに書かれて保存された古代の文学、手紙、法律文等の文書を研究する学問である。

## 概要
パピルスは、主に古代のエジプト、ギリシア、ローマの文明で一般的な記録媒体として用いられた。パピルス学には、古代の言語の翻訳や解釈の他に、パピルス原文の修復や保存等も含まれる。
系統立った学問としてのパピルス学は、1890年代にエジプトのクロコディロポリスやオクシリンコスで保存状態の良い大量のパピルスが見つかった頃に遡る。パピルス学の中心地は、オックスフォード大学、ハイデルベルク大学、コロンビア大学、ミシガン大学、ライデン大学、オーストリア国立図書館、カリフォルニア大学バークレー校等である。パピルス学の創始者はウィーンの東洋学者Joseph von Karabacek（アラビアパピルス学）、Wilhelm Schubart（ギリシアパピルス学）等である。オーストリアの好古家Theodor Grafは、エジプトで10万点以上のギリシア、アラビア、コプト、ペルシアのパピルスを入手し、Archduke Rainer、G. F. Tsereteli、Frederic George Kenyon、Ulrich Wilcken、Bernard Pyne Grenfell、Arthur Surridge Huntらに販売した。
エジプトのファイユームで、初めて大量のパピルスが見つかり、Rainer papyriと呼ばれた。1880年頃、カイロのカーペット商人がKarabacekの代理で1万点以上のパピルスを手に入れた。そのうち3000点以上のファイユームパピルスは、アラビア語で書かれている。クロコディロポリス等で発見されたパピルスは1882年にウィーンに持ち込まれ、展示された。後にこのパピルスはGrand Duke Rainerに購入され、ウィーンのオーストリア科学アカデミーに保管されている。